# Lili Inclán
Aurelia Carmen González Inclán (Cidade do México, 6 de março de 1919 — Cidade do México, 13 de abril de 2003), conhecida como Lili Inclán, foi uma atriz mexicana.

## Biografía e carreira
Foi filha de David González Castro e de Carmen Inclán. Começou sua carreira como atriz em  1968 no filme No hay cruces en el mar. Seguiu sua carreira principalmente na televisão , se destacando nas telenovelas Mundo de juguete, Soledad, El hogar que yo robé, Mañana es primavera, Monte calvario, Amor de nadie e Milagro y magia, entre outras. Também participou de filmes como Los dos matones, Encuentro con la muerte, e La Chilindrina en apuros.
Em 25 de julho de 1944, Inclán se casou com o ator Raúl "Chato" Padilla, com quem ficou casada pelo resto da vida dele, em 1994. Junto a Padilla, teve dois filhos, José Luis Padilla Inclán, e Raúl «Chóforo» Padilla; esse último seguiu os passos dois pais, e, quando cresceu, se tornou ator, se destacando no seu trabalho no cine de ficheras.
Seu último trabalho como atriz foi na telenovela Alguna vez tendremos alas, produzida por Florinda Meza. Ali interpretou a Madre Tornera, uma simpática monge.

## Morte
Em 13 de abril de 2003, Inclán faleceu na Cidade do México aos 84 anos de idade.

## Filmografía

### Programas de televisão
- Mulher, casos da vida real (1985-1995), O exame (1985)
- Aquí está la Chilindrina (1994) Sor Bonifacia "Sor Momicia"
- Las travesuras de Paquita (1984)
- Chespirito (1987) (1 episodio) Doña Lili "Loca que se cree Joana de Arco" - Episódio: O Louco Don Quixote (El loco Don Quijote)

### Filmes
- Última llamada (1996): Dona Luisita
- Una papa sin catsup (1995): Avó
- La Chilindrina en apuros (1994): Sor Momicia
- Un ángel para los diablillos (1993): Profesora Antúnez
- El jugador (1991): Dona Concepción
- Encuentro con la muerte (1984)
- Los dos matones (1983)
- Al filo de los machetes (1980)
- Volver, volver, volver (1977): Beata anciana
- El rey (1976)
- No hay cruces en el mar (1968)

### Telenovelas
- Alguna vez tendremos alas (1997): Madre Tornera
- Más allá del puente (1993): Chichy
- Milagro y magia (1991): Jimena
- Amor de nadie (1990): Adriana
- Carrusel (1989)
- Monte Calvario (1986): Fatima
- Cuna de lobos (1986): Avó de Bertha
- Abandonada (1985): Josefita
- Esperándote (1985): Anciana
- Mañana es primavera (1982): Dona Eva
- Un solo corazón (1983): Avó
- El hogar que yo robé (1981): Crisanta
- Soledad (1980): Adelaida
- Mi amor frente al pasado (1979)
- Vamos juntos (1979)
- Viviana (1978): Matilde #2
- Ladronzuela (1978)
- Acompáñame (1977): Flavia
- Mundo de juguete (1974-1977)